# Anisobas luzernensis
Anisobas luzernensis là một loài tò vò trong họ Ichneumonidae.